# Jägersdorf
Jägersdorf ist ein Ortsteil der Gemeinde Schöps im Saale-Holzland-Kreis in Thüringen.

## Geografie
Jägersdorf liegt in und an der Saaleaue. Westlich fließt die Saale nach Jena und westlich des Ufers der Saale verläuft die Bahnstrecke Großheringen–Saalfeld (Saalbahn). Unmittelbar danach folgt die stark befahrene Bundesstraße 88. Östlich der Gemarkung folgt an den Hängen und Anhöhen Wald.

## Geschichte

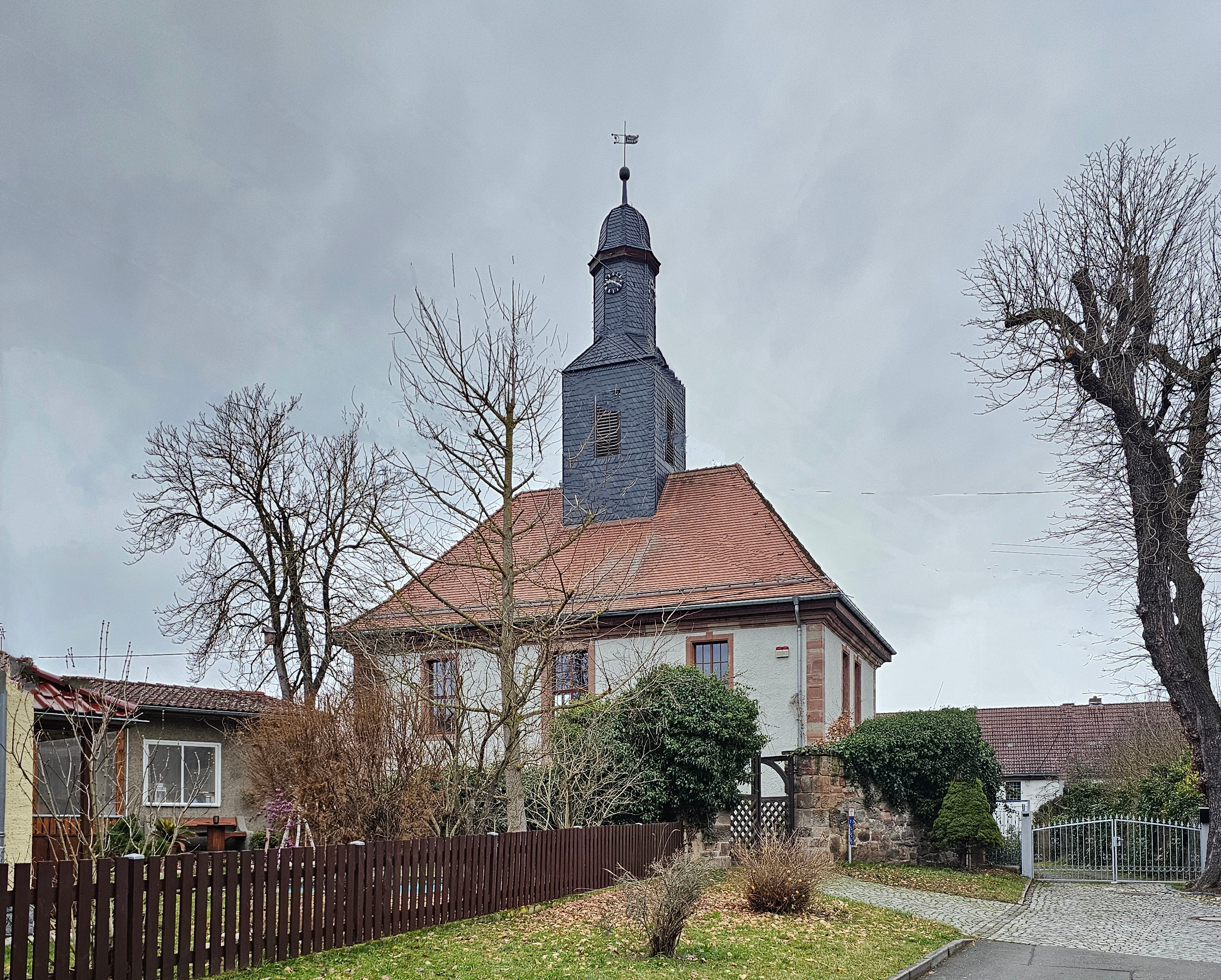
Dorfkirche Jägersdorf

Am 28. November 1228 wurde das Dorf urkundlich erstmals erwähnt. Jägersdorf und Schöps profitieren von der Nähe zum Wirtschaftsstandort Jena. Der Ort selbst war und ist landwirtschaftlich geprägt. In Schöps befindet sich der Betriebshof der nach der Wende gebildeten Agrargenossenschaft e.G. Es bestehen ein Holzmarkt und auch ein Immobilienbüro.
Die ehemalige Wasserkraftanlage Schöps-Jägersdorf wurde nach der Wende reaktiviert.
Im September 2002 brannte die Dorfkirche bis auf die Außenmauern ab. Sie wurde, ohne Emporen, wiederaufgebaut.
Das alte Wohngebäude eines Ritterguts im Dorf wurde in den 1970er Jahren abgerissen.